# E (Kana)
Das Kana え (Hiragana) und エ (Katakana) (romanisiert e) nimmt den vierten Platz im japanischen Alphabet ein. Im modernen Gojūon-System (五十音) befindet es sich zwischen う und お. Im Iroha nimmt es den 34. Platz zwischen こ und て ein. In der nebenstehenden Tabelle (geordnet nach Spalten, von rechts nach links) steht え in der ersten Spalte (あ行, „A-Spalte“) und in der vierten Reihe (え段, „E-Reihe“). Beide repräsentieren [e].
| Form                          | Rōmaji  | Hiragana                   | Katakana                   |
| ----------------------------- | ------- | -------------------------- | -------------------------- |
| Normal a/i/u/e/o (あ行 a-gyō) | e       | え                         | エ                         |
| Normal a/i/u/e/o (あ行 a-gyō) | ei ee ē | えい, えぃ ええ, えぇ えー | エイ, エィ エエ, エェ エー |

## Ableitung
え und エ haben ihren Ursprung, via Man’yōgana, in den Kanji 衣 und 江 respektive.
Das veraltete Kana ゑ (we), genauso wie viel spätere Verwendungen des Zeichens へ (he), fanden Einzug in die moderne japanische Sprache als え. Die gerichtete Partikel へ wird heute „e“ ausgesprochen, aber dennoch nicht え geschrieben. Das ist vergleichbar mit は (ha) und を (wo), diese Kana werden „wa“ und „o“ ausgesprochen, wenn sie als grammatikalische Partikeln verwendet werden.
Wenn eingeleitet oder gefolgt von /i/ oder /n/ wird das Kana von Sprechern oft [ʲe] ausgesprochen, das führt zu Romanisierung wie Yen (geschrieben: えん), Yedo (えど), Yebisu (えびす), und so weiter.

## Varianten
Die verkleinerten Formen der Kana (ぇ, ェ) werden verwendet, um in der japanischen Sprache fremde Phone darzustellen, zum Beispiel ヴェ (ve).

## Transliteration
Im Hepburn-System, Kunrei-shiki und Nihon-shiki, Systeme zur Romanisierung, werden beide え und エ mit „e“ transkribiert. Im Polivanov-System zur Transliteration ins Kyrillische, werden die Kana mit „э“ übersetzt.

## Strichfolge
|  |  |

Das Hiragana え wird mit zwei Strichen gezeichnet:
1. Oben mittig, eine kurze Diagonale nach unten rechts.
2. Mitte links, zunächst diagonal nach rechts und leicht oben, dann weiter diagonal nach links unten und gefolgt von einem Bogen nach rechts, ähnlich dem geschriebenen „n“.

Das Katakana エ besteht aus drei Strichen:
1. Oben, eine waagerechte Linie von links nach rechts.
2. In der Mitte des ersten Striches eine Linie senkrecht nach unten.
3. Unten, eine waagerechte Linie, leicht breiter als die Erste, durch das Ende der zweiten Linie.

## Weitere Darstellungsformen
- In japanischer Brailleschrift:

- Der Wabun-Code ist －・－－－.
- In der japanischen Buchstabiertafel wird es als „英語のエ“ (Eigo no E) buchstabiert.